# Nel Aerts
Nel Aerts (Turnhout, 1987) is een Belgisch kunstschilder.
Ze groeide op in het landelijke dorp Wortel en studeerde Vrije Kunsten aan de Koninklijke Academie voor Schone Kunsten van Gent.
In 2012 nam ze deel aan de groepstentoonstelling Un-Scene II in WIELS. Hier kon ze contacten leggen om haar carrière te lanceren en zo al direct internationaal te gaan. Ze stelde onder meer tentoon in Westfälischer Kunstverein Münster, Kunsthalle Lingen, Warande Turnhout, Horizont Gallery Budapest, M HKA Antwerpen, AstrupFearnley Museum Oslo, AargauerKunsthausAarau en M - Museum Leuven. Haar werk wordt vertegenwoordigd door Plus One Gallery, Antwerpen en de Londense Carl Freedman Gallery.

## Werk
De nadruk van haar werk ligt op schilderijen, maar daarnaast werkt ze ook met tekeningen, collages, sculpturen, films en textielwerken. Ze zoekt naar hoe verschillende media, de kunst en de wereld zich onderling verhouden. Humor, eenzaamheid, verdriet, taboes, escapisme en optimisme manifesteren zich in haar werken en acties. Voor de expo Earth Girls maakte Nel Aerts nieuw werk: een reeks lichtgevende sculpturen die samen een verzameling vormen van momenten van de voorbije 13 jaar. Earth Girls zijn antropomorfe vormen die op hun eigen benen proberen te staan. Ze werken als vensters op een praktijk. Een verzameling momenten uit een leven.
Haar werk is uitgesproken figuratief en bestaat uit tragikomische figuren met grote kleurvakken en een eenvoudige lijnzetting.

## Persoonlijk
Aerts is gehuwd met Vaast Colson. Ze woont en werkt in Antwerpen.
- Gemeinsame Normdatei: 1084637979
- International Standard Name Identifier: 0000 0004 5709 0895
- Library of Congress Control Number: n2020043266
- MusicBrainz: e1130ab3-0063-4fb2-a425-9101625dbdac
- Virtual International Authority File: 481145857921223020080